# Villelongue-de-la-Salanque
Villelongue-de-la-Salanque (in catalano Vilallonga de la Salanca) è un comune francese di 3 058 abitanti situato nel dipartimento dei Pirenei Orientali nella regione dell'Occitania.

## Società

### Evoluzione demografica
Abitanti censiti